# Declaração de Singapura
A Declaração de Princípios da Commonwealth de Singapura foi uma declaração emitida pelos chefes de governo reunidos da Commonwealth of Nations, estabelecendo os valores centrais do voluntariado político que formariam a parte principal dos critérios de adesão da Commonwealth. A Declaração foi emitida em Singapura em 22 de janeiro de 1971, na conclusão da primeira Reunião de Chefes de Governo da Commonwealth (CHOGM). Junto com a Declaração de Harare, emitida em 1991, é considerado um dos dois documentos mais importantes para a constituição não codificada da Commonwealth, até a adoção da Carta da Commonwealth em 2012.
A declaração abre com uma descrição da identidade da Commonwealth, a relação entre a organização e seus membros e seus objetivos fundamentais:
A Commonwealth of Nations é uma associação voluntária de estados soberanos independentes, cada um responsável por suas próprias políticas, consultando e cooperando no interesse comum de seus povos e na promoção do entendimento internacional e da paz mundial.
O segundo artigo descreve a extensão e a diversidade da Commonwealth, abrangendo nações ricas e pobres em seis continentes e cinco oceanos. O terceiro artigo afirma, no auge da Guerra Fria, que a adesão à Commonwealth é compatível com a adesão a qualquer outra organização internacional ou não-alinhamento.
Os próximos dez artigos, por sua vez, detalham alguns dos princípios políticos centrais da Commonwealth. Estes incluem (na ordem em que são mencionados): paz mundial e apoio às Nações Unidas; liberdade individual e igualitarismo; a erradicação da pobreza, ignorância, doença e desigualdade econômica; comércio livre; cooperação institucional; multilateralismo; e a rejeição da coerção internacional.
Estes são resumidos no artigo final, que serve como pedra de toque para os princípios da Commonwealth:
Essas relações pretendemos fomentar e ampliar, pois acreditamos que nossa associação multinacional pode expandir a compreensão humana e a compreensão entre as nações, auxiliar na eliminação da discriminação baseada em diferenças de raça, cor ou credo, manter e fortalecer a liberdade pessoal, contribuir para o enriquecimento da vida de todos e fornecer uma poderosa influência para a paz entre as nações.
A parte da declaração considerada mais preocupante foi a última a ser mencionada: 'rejeitar a coerção como instrumento de política'. A implicação é que nem mesmo a própria Commonwealth tem o direito de fazer valer seus outros valores centrais, pois isso seria usar coerção. Este aparente conflito foi resolvido pela Declaração de Harare e pelo Programa de Ação da Commonwealth de Millbrook, que claramente determina que a Commonwealth se preocupe com as situações internas de seus membros.